# بلاگر (وبلاگ‌نویس)

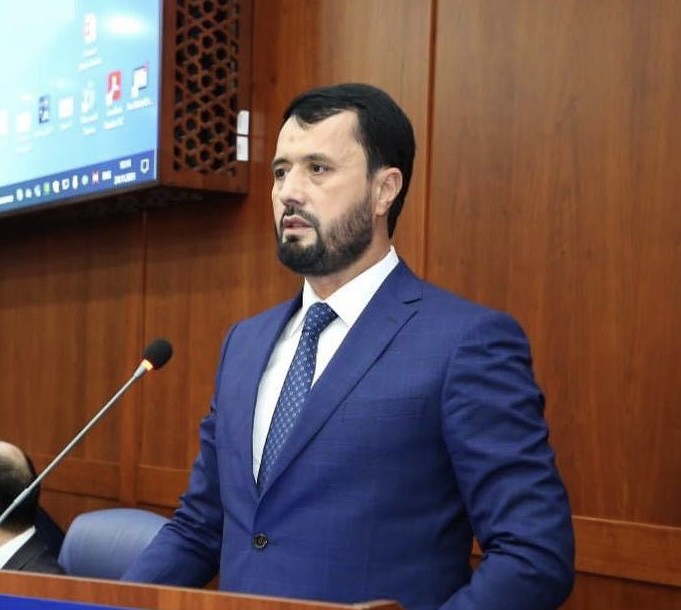
آبرور ماکستور آلی

بلاگر‌ (به انگلیسی: Blogger) شخصی است که نوشتن در وبلاگ یک فعالیت اصلی در زندگی او است. فعالیت او یک دفتر خاطرات یا مجله در وب است. وبلاگ‌ها معمولاً رایگان هستند. بسیاری از سیاست‌مداران و روزنامه‌نگاران بلاگر هستند، چرا که این امکان، راه خوبی برای تماس با مخاطبانشان است. وبلاگ میشل مالکین نمونه‌ای از این نوع استفاده است.

## شبکه‌های اجتماعی
توییتر، فیس‌بوک و تیک‌تاک شبکه‌های اجتماعی هستند که برخی از عملکردهای یک وبلاگ را ارائه می‌دهند. کاری که یک بلاگر می‌تواند در چنین شبکه‌هایی انجام دهد توسط این نرم‌افزارها محدود می‌شود؛ از این رو بلاگرهای حرفه‌ای سایت‌های خود را می‌سازند و در کنار آن دارای صفحاتی در سایت‌های شبکه‌های اجتماعی هستند.